# Bunchosia articulata
Bunchosia articulata är en tvåhjärtbladig växtart som beskrevs av F.H. Dobson. Bunchosia articulata ingår i släktet Bunchosia och familjen Malpighiaceae. Inga underarter finns listade i Catalogue of Life.